# Favières (Somme)
Pour les articles homonymes, voir Favières.
Favières est une commune française située dans le département de la Somme, en région Hauts-de-France.
Depuis juillet 2020, la commune fait partie du parc naturel régional Baie de Somme - Picardie maritime.
Elle fait partie de la région naturelle du Marquenterre.
La commune fait partie des villages labellisés Pays d'art et d'histoire qui œuvrent à mettre en avant leur patrimoine,.

## Géographie

### Localisation
Favières est une commune picarde du Ponthieu.
Limitrophe de Rue, le village est situé à 6 km au nord de Saint-Valery-sur-Somme, 9 km au sud-est de Nouvion, 19 km au nord-ouest d'Abbeville et à 59 km au nord-ouest d'Amiens à vol d'oiseau.
Le territoire de la commune est limitrophe de ceux de quatre communes.
Les communes limitrophes sont  Forest-Montiers, Le Crotoy, Ponthoile et Rue.

### Sol, Sous-sol, géologie, relief, hydrographie
Le territoire est entièrement plat. Une grande partie provient des « lais », alluvions maritimes. Environ 800 hectares sont des « bas-champs » où l'agriculture obtient ses meilleurs résultats.

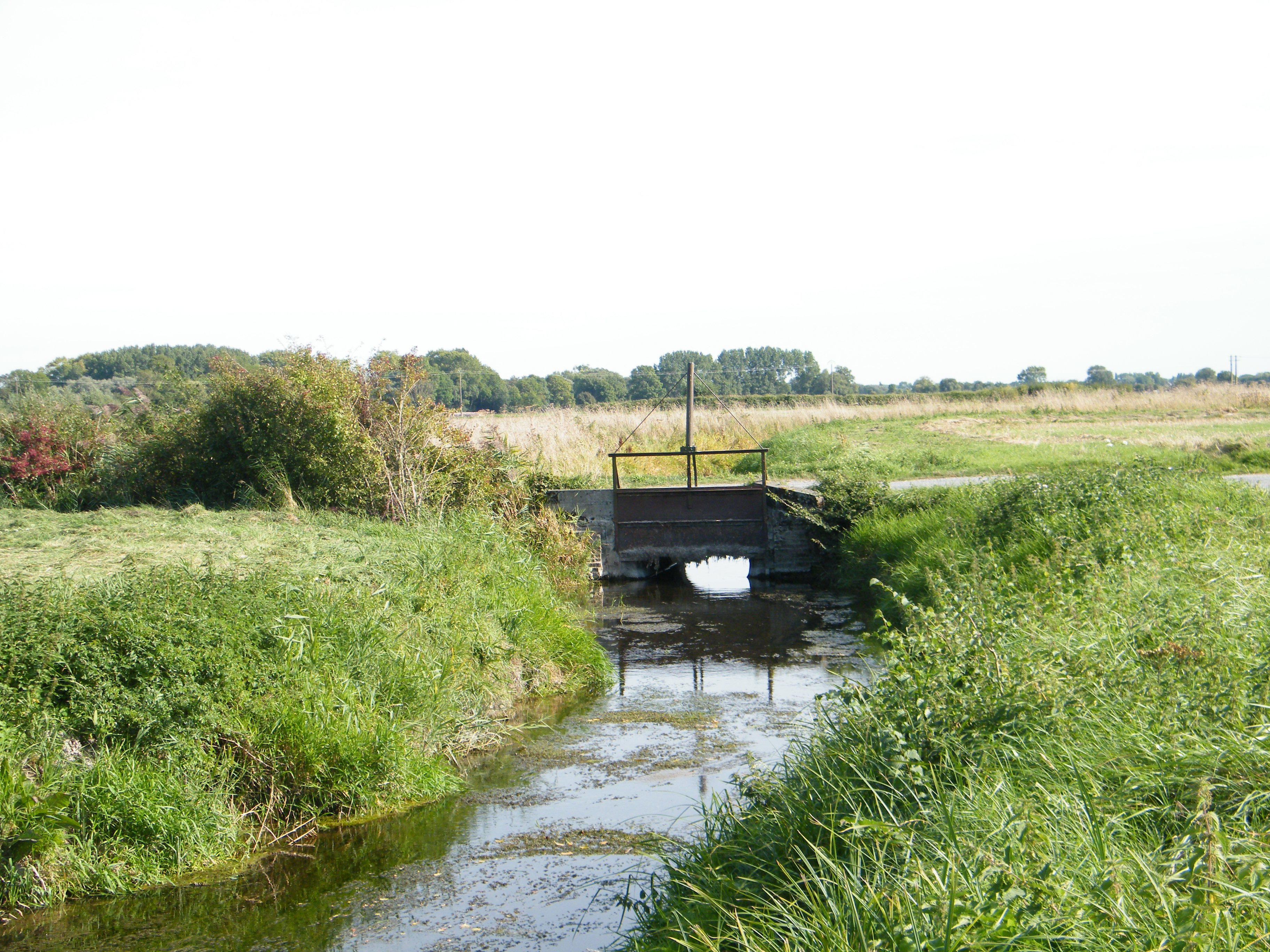
Assèchement des bas-champs.

Vers le nord, une partie du sol comporte des éléments tourbeux. La partie qui touche à la baie de Somme est essentiellement composée d'argile blanche glaiseuse, provenant des dépôts de la mer.
Une nappe souterraine, à trois ou quatre mètres de profondeur, est en mesure d'alimenter puits et sources, sa qualité est médiocre. Une autre nappe, dans la couche calcaire, à 20-22 mètres donne une eau peu potable.
La rivière de Favières a un faible débit mais déborde en temps de crue. Les profonds fossés du « Noc coût d'homme », de Becquerel, du Pêtre, des Routieux et du Hamelet sont voués à l'assèchement. Le canal de la Maye draine une partie du marais.
Quatre hameaux font partie du village : Becquerel, le Pontplimont, le Hamelet et la Mollière.
En 1899, deux moulins à vent viennent d'être démolis, un moulin à eau vient d'être construit sur le canal de La Maye.
Fin XIXe siècle, le marais communal de 95 ha permet aux habitants d'élever des bovidés.

### Hydrographie

#### Réseau hydrographique
La commune est située dans le bassin Artois-Picardie. Elle est drainée par le ruisseau de Becquerelle, la Course de la Mayette, la Course de garette, la Course des routieux, la Course du hamelet, la rivière du Dien, le fossé de Huit Pieds, le noc bout d'homme, le pêtre, le ruisseau de Favières, le ruisseau de Neuville, le ruisseau du Noquerel et divers autres petits cours d'eau.
Le canal de la Maye, d'une longueur de 11 km, prend sa source dans la commune de Bernay-en-Ponthieu et se jette  dans la baie de Somme au niveau du port de plaisance du Crotoy, après avoir traversé quatre communes.

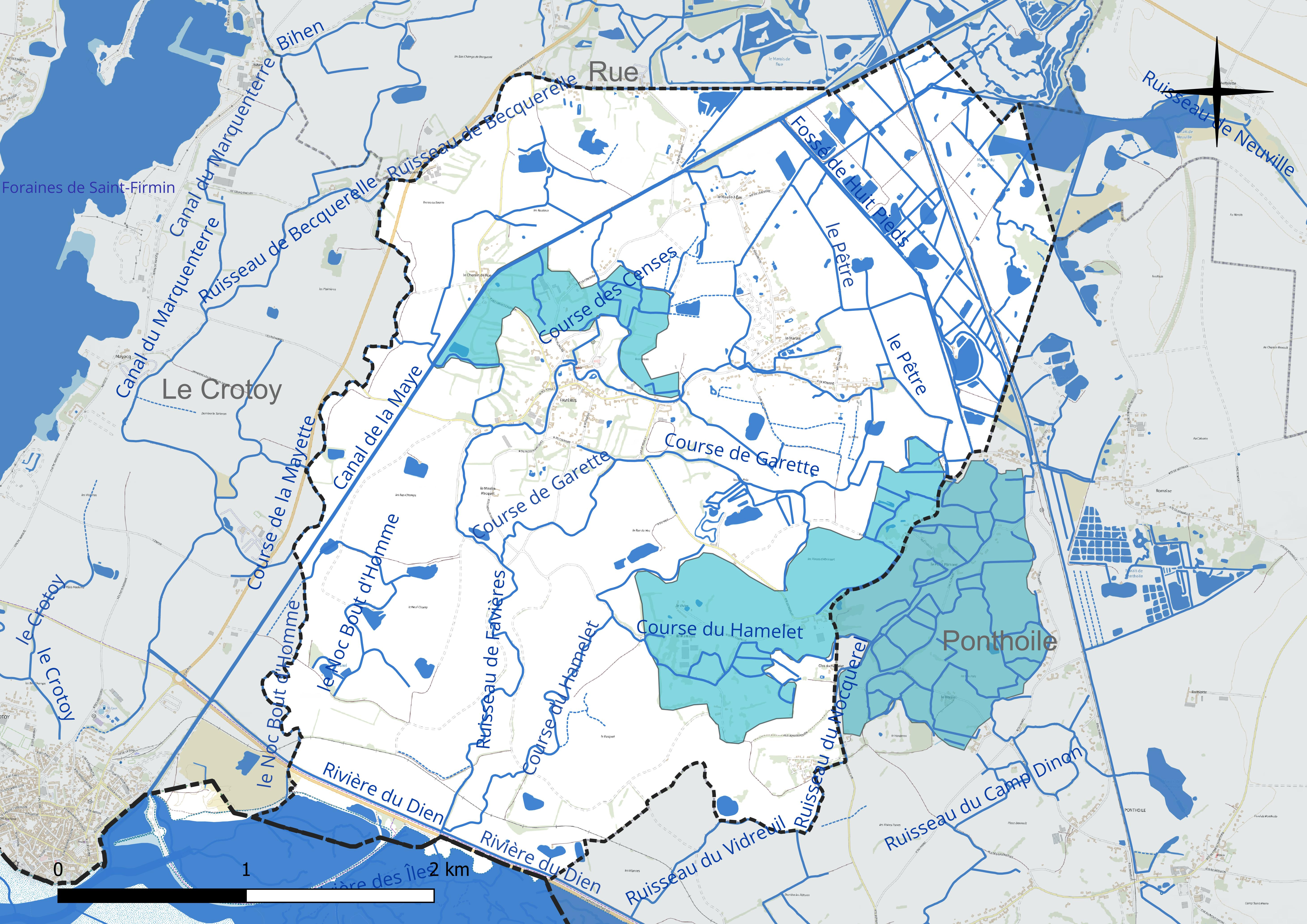
Réseau hydrographique de Favières.

#### Gestion et qualité des eaux
Le territoire communal est couvert par le schéma d'aménagement et de gestion des eaux (SAGE) « Somme aval et Cours d'eau côtiers ». Ce document de planification concerne un territoire de 1 835 km2 de superficie, délimité par le bassin versant de la Somme canalisée. Le périmètre a été arrêté le 29 avril 2010 et le SAGE proprement dit a été approuvé le 6 août 2019. La structure porteuse de l'élaboration et de la mise en œuvre est le syndicat mixte d'aménagement hydraulique du bassin versant de la Somme (AMEVA).
La qualité des cours d'eau peut être consultée sur un site dédié géré par les agences de l'eau et l'Agence française pour la biodiversité.

### Climat
Pour des articles plus généraux, voir Climat des Hauts-de-France et Climat de la Somme.
En 2010, le climat de la commune est de type climat océanique franc, selon une étude du CNRS s'appuyant sur une série de données couvrant la période 1971-2000. En 2020, Météo-France publie une typologie des climats de la France métropolitaine dans laquelle la commune est exposée à un climat océanique et est dans la région climatique Côtes de la Manche orientale, caractérisée par un faible ensoleillement (1 550 h/an) ; forte humidité de l'air (plus de 20 h/jour avec humidité relative > 80 % en hiver), vents forts fréquents.
Pour la période 1971-2000, la température annuelle moyenne est de 10,7 °C, avec une amplitude thermique annuelle de 13,3 °C. Le cumul annuel moyen de précipitations est de 766 mm, avec 12,2 jours de précipitations en janvier et 8,1 jours en juillet. Pour la période 1991-2020, la température moyenne annuelle observée sur la station météorologique la plus proche, située sur la commune de Cayeux-sur-Mer à 14 km à vol d'oiseau, est de 11,4 °C et le cumul annuel moyen de précipitations est de 761,1 mm,. Pour l'avenir, les paramètres climatiques de la commune estimés pour 2050 selon différents scénarios d'émission de gaz à effet de serre sont consultables sur un site dédié publié par Météo-France en novembre 2022.

## Urbanisme

### Typologie
Au 1er janvier 2024, Favières est catégorisée commune rurale à habitat dispersé, selon la nouvelle grille communale de densité à sept niveaux définie par l'Insee en 2022.
Elle est située hors unité urbaine et hors attraction des villes,.
La commune, bordée par la Manche, est également une commune littorale au sens de la loi du 3 janvier 1986, dite loi littoral. Des dispositions spécifiques d'urbanisme s'y appliquent dès lors afin de préserver les espaces naturels, les sites, les paysages et l'équilibre écologique du littoral, tel le principe d'inconstructibilité, en dehors des espaces urbanisés, sur la bande littorale des 100 mètres, ou plus si le plan local d'urbanisme le prévoit.

### Occupation des sols
L'occupation des sols de la commune, telle qu'elle ressort de la base de données européenne d'occupation biophysique des sols Corine Land Cover (CLC), est marquée par l'importance des territoires agricoles (76,6 % en 2018), une proportion identique à celle de 1990 (76,6 %). La répartition détaillée en 2018 est la suivante : 
terres arables (46,9 %), prairies (29,8 %), zones humides intérieures (16,3 %), zones urbanisées (3,8 %), zones humides côtières (3,3 %). L'évolution de l'occupation des sols de la commune et de ses infrastructures peut être observée sur les différentes représentations cartographiques du territoire : la carte de Cassini (XVIIIe siècle), la carte d'état-major (1820-1866) et les cartes ou photos aériennes de l'IGN pour la période actuelle (1950 à aujourd'hui).

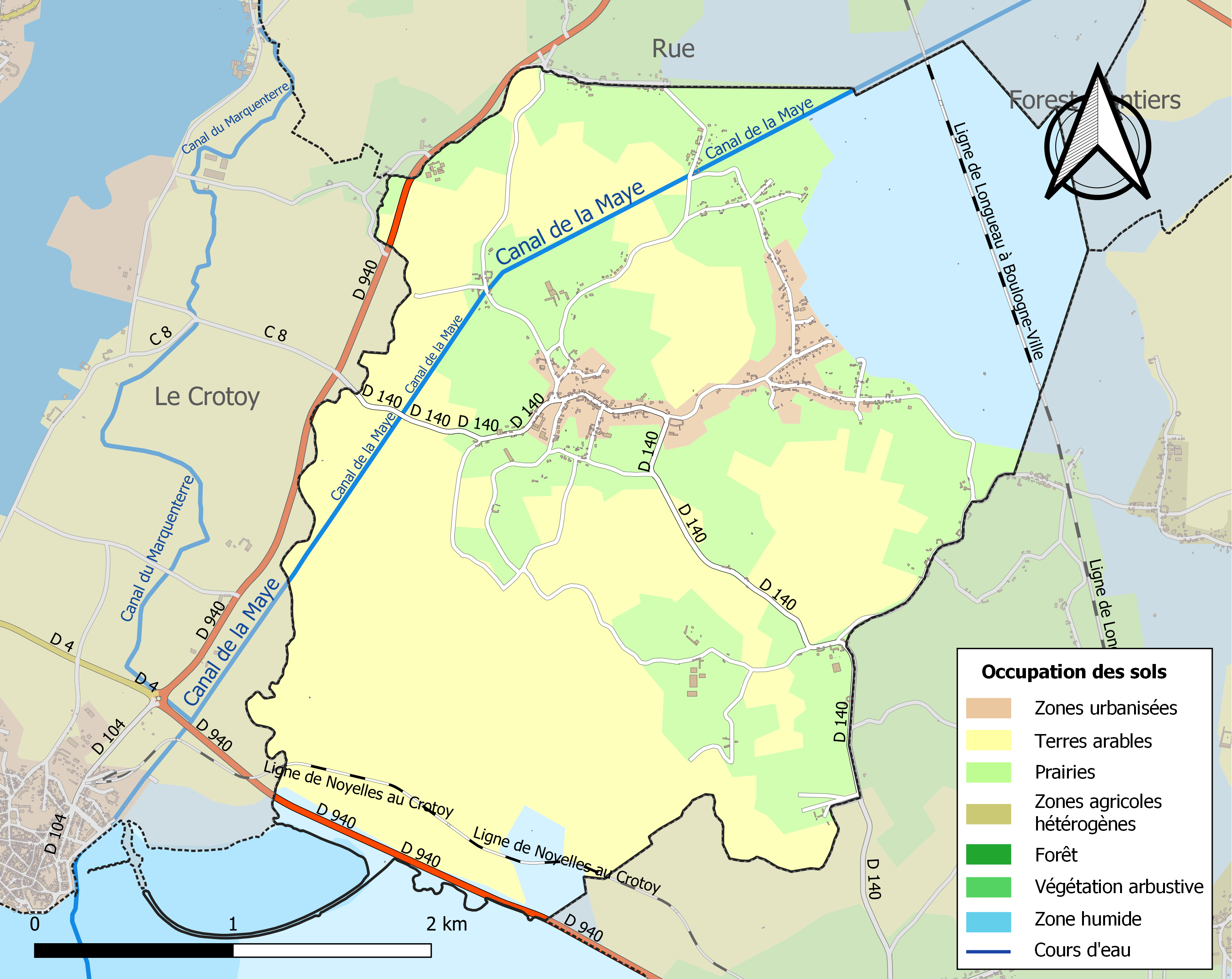
Carte des infrastructures et de l'occupation des sols de la commune en 2018 (CLC).

### Voies de communication et transports
Cette commune riveraine de la baie de Somme est essentiellement desservie par la route départementale 140.
La localité est desservie par les autocars du réseau inter-urbain Trans'80, chaque jour de la semaine, sauf le dimanche et les jours fériés (ligne 11 : Saint-Quentin-en-Tourmont - Abbeville).

## Toponymie
Peut-être le nom du village vient-il de « Faba » qui signifie « fève » ?  D'autant plus vraisemblable que le territoire est favorable à la culture de la « fève des marais ». La terminaison en « ière » suggère un lieu occupé, cultivé.
Au moins six localités portent le nom de Favières en France. Dans le département de la Somme, Faverolles présente une origine très proche pour la formation de son nom.
Favières est issu du bas latin fabareolae, dérivé du latin faba (« fève »), donc « champ où l'on cultive des fèves ». Les favières sont des champs de fèves, essentielles dans la nourriture du paysan.
À noter la similitude étymologique du Hamelet, hameau de Favières (Somme), avec Le Hamel, hameau de Ponthoile et Hamelet, commune voisine du Hamel. Ces ressemblances conduisent à des confusions fréquentes.

## Histoire
- En 1138, le village a son église[7].
- Le comte de Ponthieu confirme en 1203 le don fait par Simon de Nolette du personnat et du dîmage au trésorier.

Le chapitre de Saint-Wulfran possédait la moitié de la seigneurie, l'autre moitié avait son seigneur qui ne résidait pas à Favières.
- Le comte de Ponthieu aurait octroyé 800 mesures de marais aux habitants vers 1205[36]. Les marais sont délimités avec les voisins, mayeur et échevins de Rue, en septembre 1205[36].
- Pendant la période bourguignonne, la ville de Rue sert de refuge à plusieurs reprises aux habitants.
- Les coutumes locales furent rédigées le 17 septembre 1507.
- Selon Dom Grenier, le village dépendait en totalité de l'abbaye de Saint-Valery. Trois fiefs sont répertoriés dont deux venaient des Prévost et appartenaient aux Vaillant-Favières, en mouvance de l'abbaye. Le troisième est celui du sieur Le Blond-Favières qui l'a vendu audit Vaillant[7].
- Le village n'a eu son école que vers 1700.
- Entre 1790 et 1794, Le Hamelet est absorbé par la commune de Favières.
- Le 6 mai 1791, 36 mesures de terres appartenant encore à l'abbaye de Saint-Valery, sont adjugées pour 10 075 livres[7].
- En 1814 et 1815, les Anglais ruinent le pays.
- 1849 : comme dans toutes les communes de France, la population masculine majeure put, pour la première fois, aller voter grâce à l'instauration du suffrage universel.

Voici la répartition (en nombre) de quelques patronymes des 188 électeurs :
| Bailleul | Béthouart | Berzin | Bizet | Caudron | Crépin | Horville | Jassé | Lahaye | Ledoux |
| 5        | 12        | 3      | 3     | 4       | 12     | 2        | 5     | 3      | 3      |

## Politique et administration

### Liste des maires

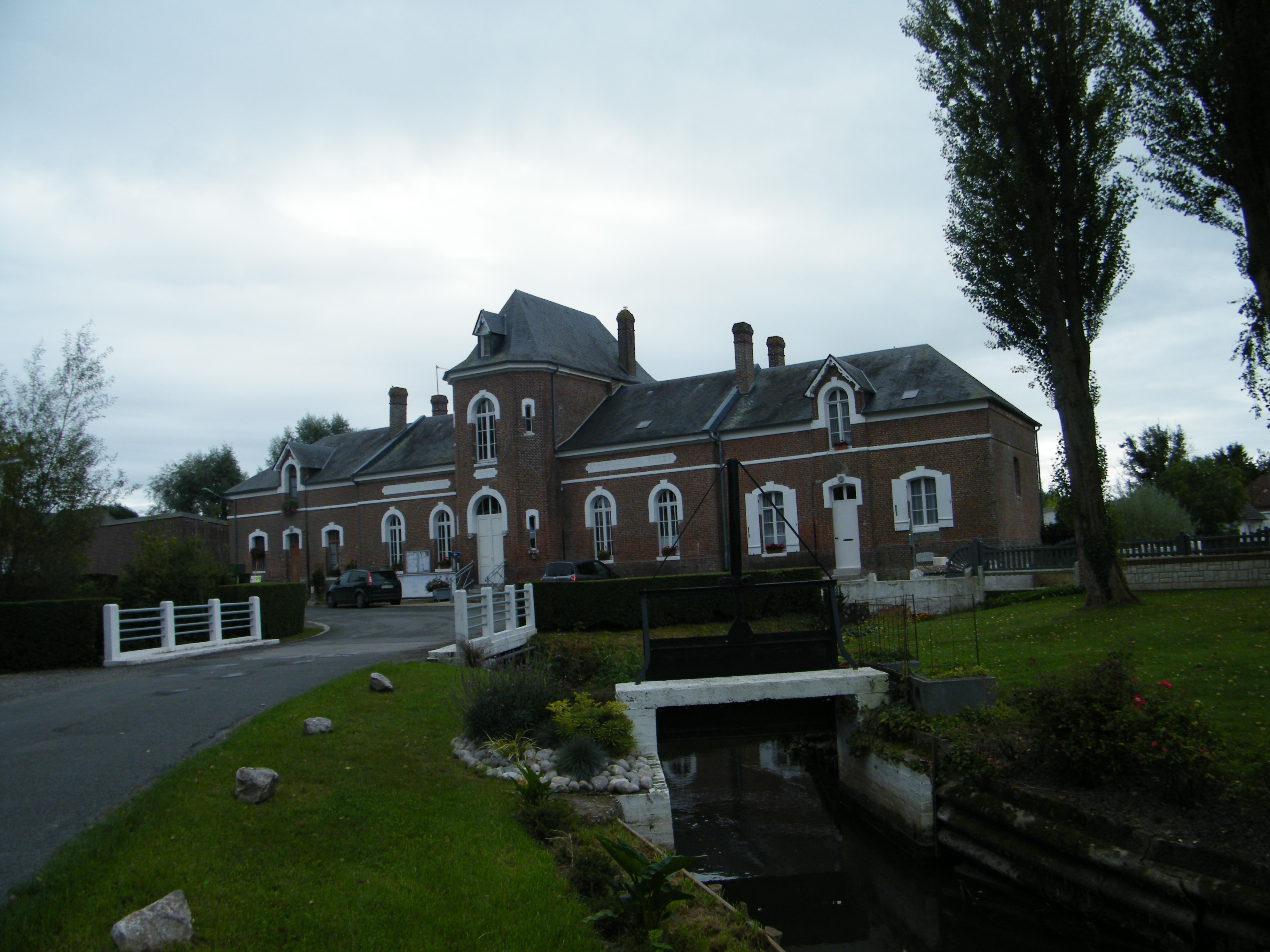
Mairie.

| Période                                  | Période                   | Identité       | Étiquette | Qualité                        |
| ---------------------------------------- | ------------------------- | -------------- | --------- | ------------------------------ |
| Les données manquantes sont à compléter. |                           |                |           |                                |
| avant 1954                               | après 1968                | Édouard Ridoux |           |                                |
| Les données manquantes sont à compléter. |                           |                |           |                                |
| 1964                                     | juin 1995                 | Léon Dovergne  |           |                                |
| juin 1995                                | 2014                      | Marcel Lejeune |           |                                |
| 2014                                     | En cours (au 26 mai 2020) | Guy Taeck      |           | Réélu pour le mandat 2020-2026 |

### Distinctions et labels
La commune obtient sa première fleur au concours des villes et villages fleuris lors du dévoilement du palmarès le 26 novembre 2018.

## Population et société

### Démographie

#### Évolution démographique
D'après le recensement Insee de 2007, Favières compte 456 habitants (soit une augmentation de 13 % par rapport à 1999).
La commune occupe le 17 300e rang au niveau national, alors qu'elle était au 17 625e en 1999, et le 232e au niveau départemental sur 782 communes.
L'évolution du nombre d'habitants est connue à travers les recensements de la population effectués à Favières depuis 1793. Le maximum de la population a été atteint en 1806 avec 690 habitants.
L'évolution du nombre d'habitants est connue à travers les recensements de la population effectués dans la commune depuis 1793. Pour les communes de moins de 10 000 habitants, une enquête de recensement portant sur toute la population est réalisée tous les cinq ans, les populations de référence des années intermédiaires étant quant à elles estimées par interpolation ou extrapolation. Pour la commune, le premier recensement exhaustif entrant dans le cadre du nouveau dispositif a été réalisé en 2004.

En 2022, la commune comptait 454 habitants, en évolution de −1,73 % par rapport à 2016 (Somme : −1,26 %, France hors Mayotte : +2,11 %).
| 1793 | 1800 | 1806 | 1821 | 1831 | 1836 | 1841 | 1846 | 1851 |
| ---- | ---- | ---- | ---- | ---- | ---- | ---- | ---- | ---- |
| 273  | 465  | 690  | 524  | 549  | 561  | 641  | 649  | 666  |

| 1856 | 1861 | 1866 | 1872 | 1876 | 1881 | 1886 | 1891 | 1896 |
| ---- | ---- | ---- | ---- | ---- | ---- | ---- | ---- | ---- |
| 667  | 657  | 664  | 670  | 657  | 589  | 599  | 605  | 600  |

| 1901 | 1906 | 1911 | 1921 | 1926 | 1931 | 1936 | 1946 | 1954 |
| ---- | ---- | ---- | ---- | ---- | ---- | ---- | ---- | ---- |
| 591  | 602  | 559  | 535  | 557  | 527  | 528  | 508  | 503  |

| 1962 | 1968 | 1975 | 1982 | 1990 | 1999 | 2004 | 2006 | 2009 |
| ---- | ---- | ---- | ---- | ---- | ---- | ---- | ---- | ---- |
| 490  | 438  | 379  | 403  | 406  | 405  | 444  | 453  | 462  |

| 2014 | 2019 | 2022 | - | - | - | - | - | - |
| ---- | ---- | ---- | - | - | - | - | - | - |
| 462  | 462  | 454  | - | - | - | - | - | - |

### Enseignement
La commune n'a plus d'école. Les élèves relevant de l'enseignement primaire sont orientés vers les communes environnantes, principalement Le Crotoy.
La compétence scolaire relève de la communauté de communes Ponthieu-Marquenterre.
Les collégiens sont orientés vers le collège de Rue.

## Économie
Ces tableaux (en référence) regroupent les chiffres clés de l'économie communale.

## Culture locale et patrimoine

### Lieux et monuments
- Église Saint-Jean-Baptiste, remaniée à différentes époques. Les matériaux utilisés pour sa construction passent par la pierre, la brique et le galet de silex appareillé de différentes manières.
- Chapelle Saint-Corneille à campenard au Hamelet, endommagée par l'occupant pendant la Seconde Guerre mondiale, réhabilitée depuis.

- Le musée des frères Caudron, dans l'église.
- Le marais communal, haut-lieu de diversité biologique.

Les zones humides locales constituent une partie du site Ramsar de la Baie de Somme et des marais arrière-littoraux (28 communes) dont l'avifaune atteint 365 espèces d'oiseaux sur plus de 19 000 hectares.

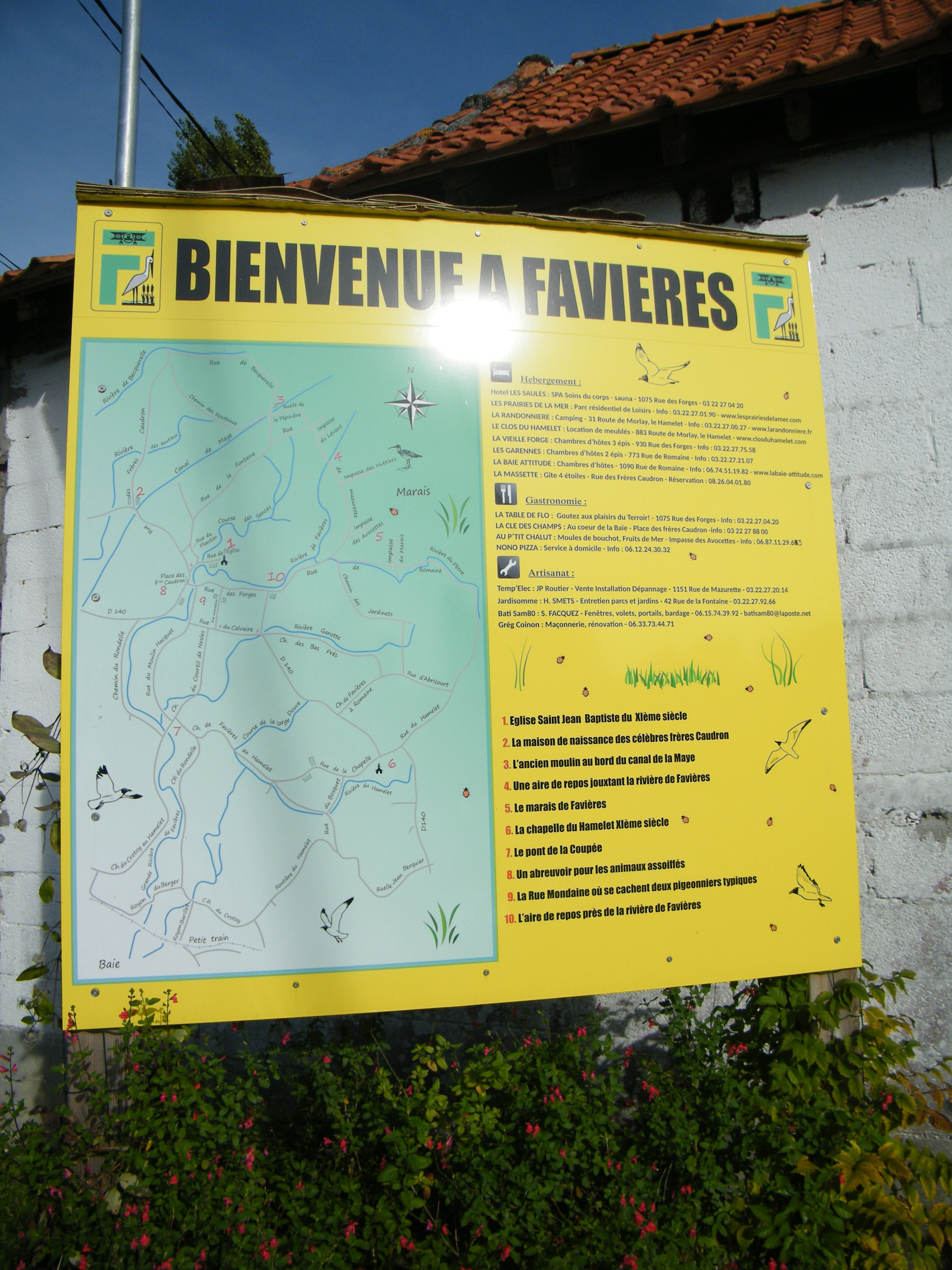
Panneau d'informations.
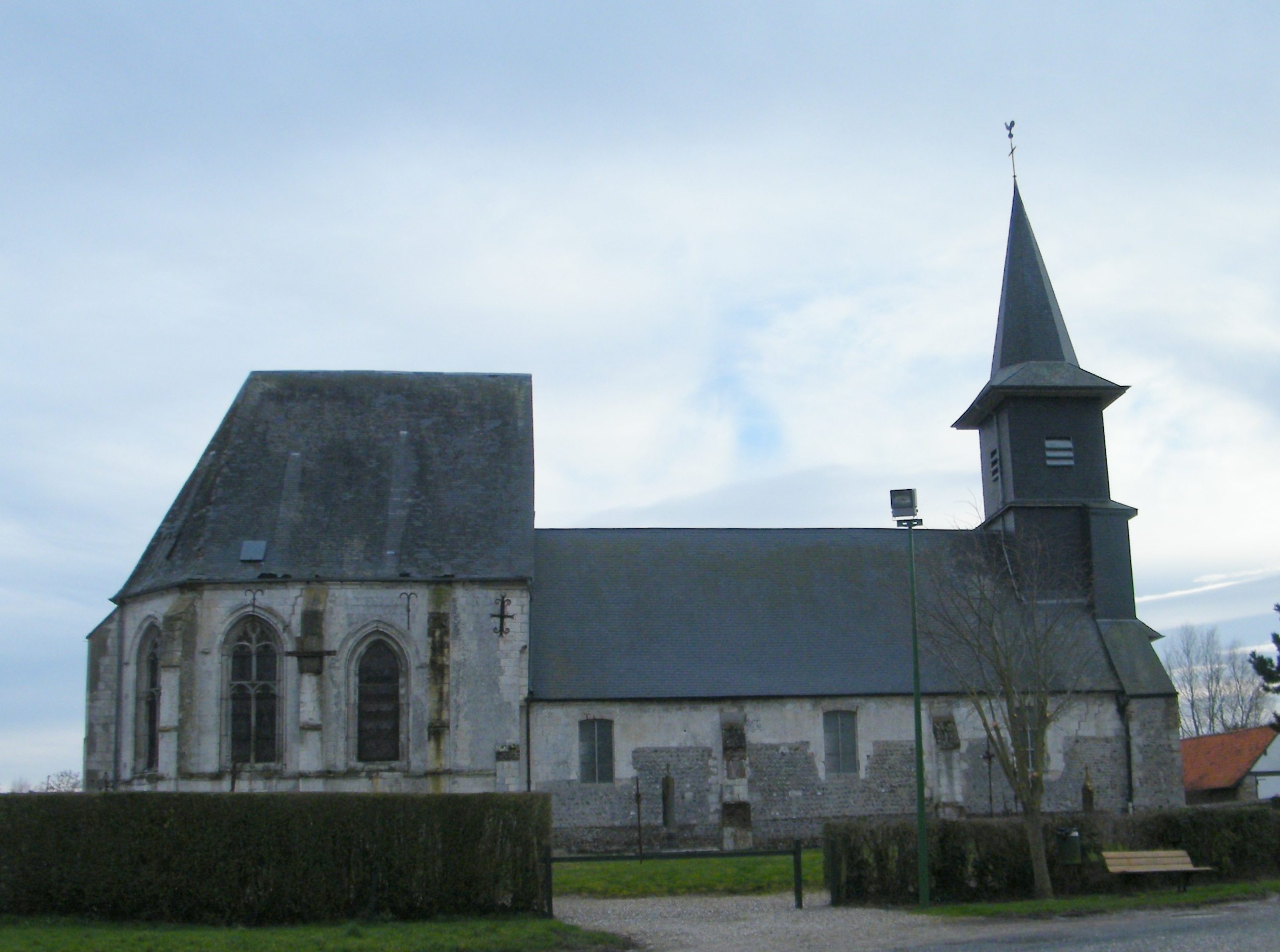
Église Saint-Jean-Baptiste.
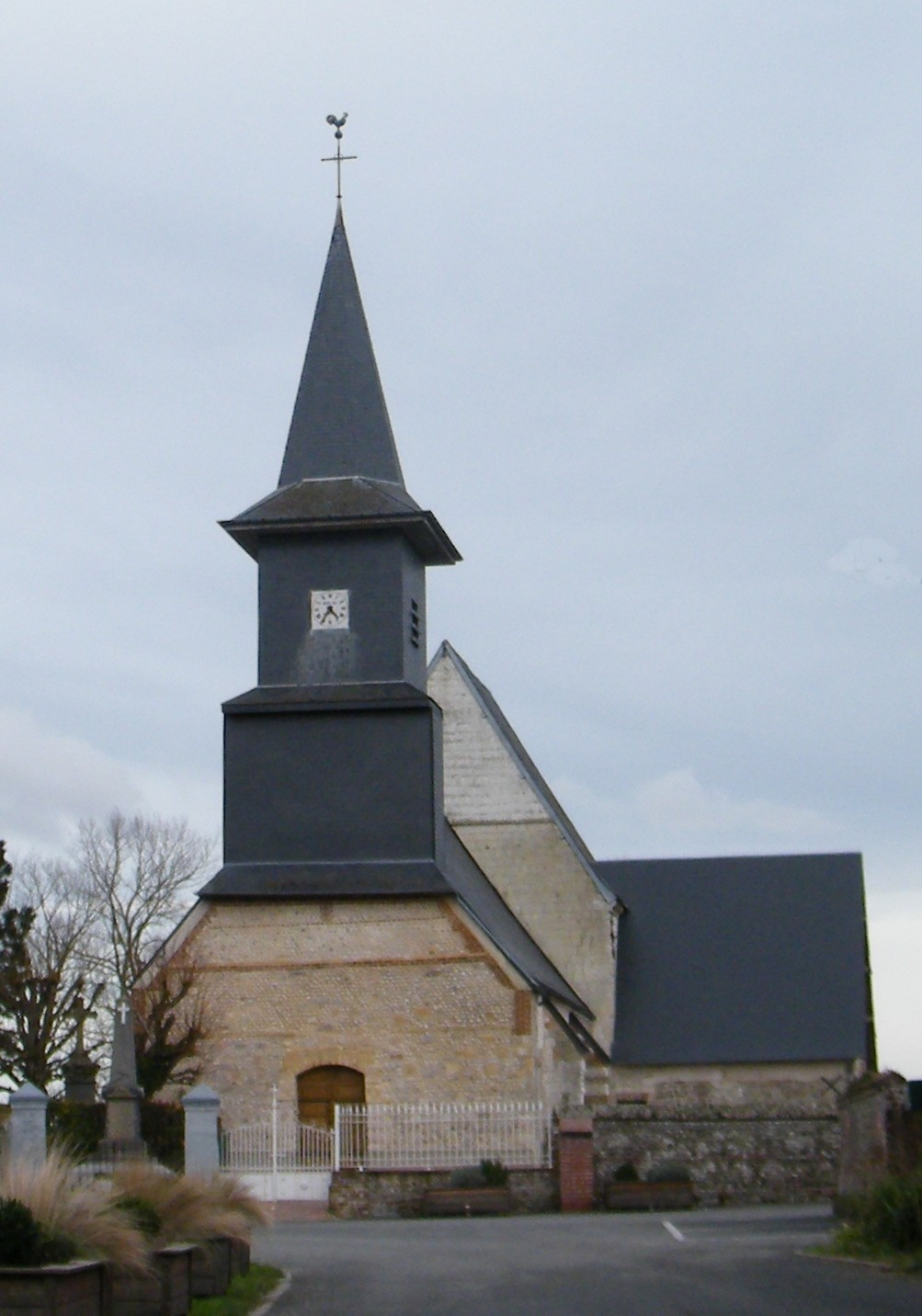
Autre vue de l'église.
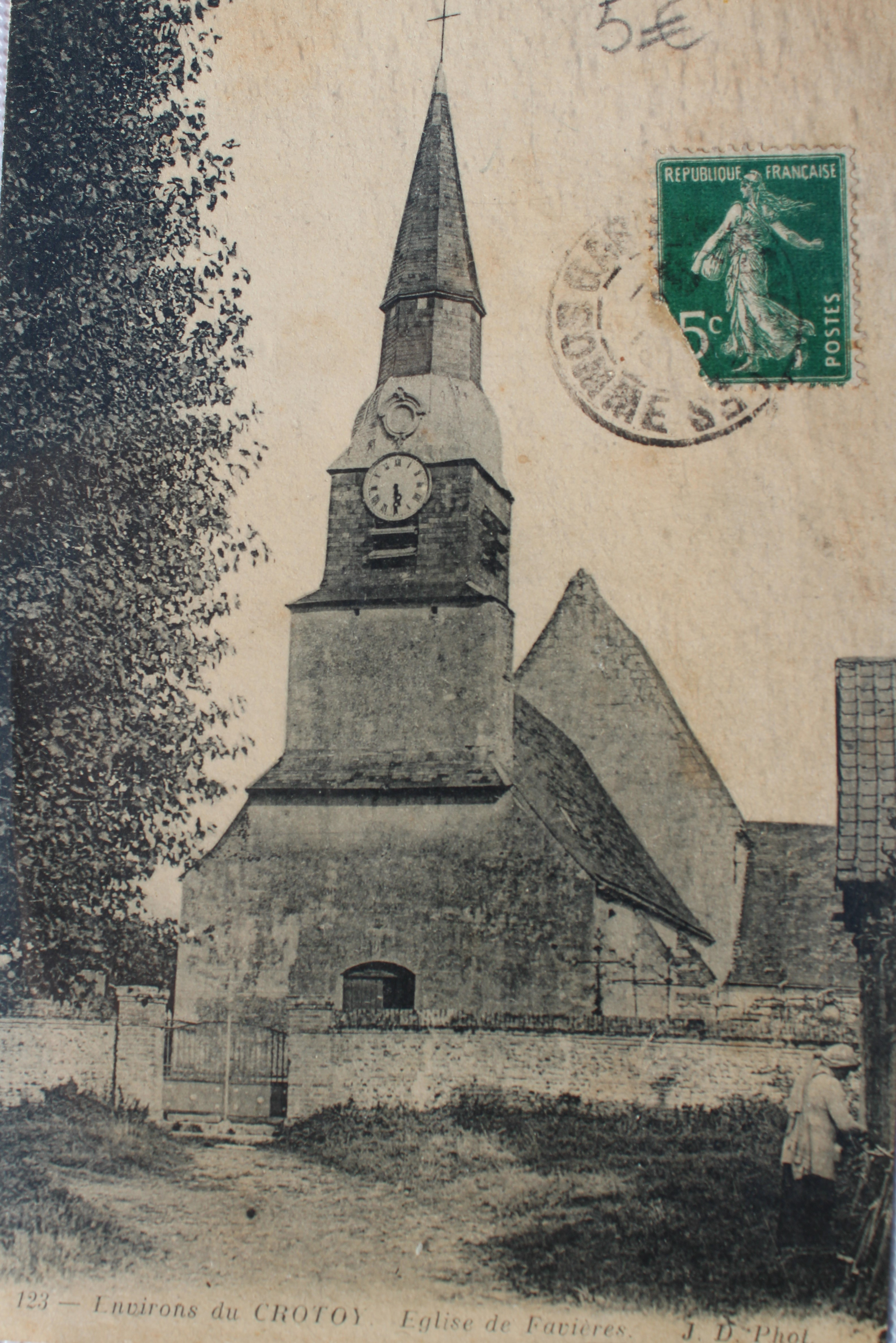
L'église au début du xxe siècle.
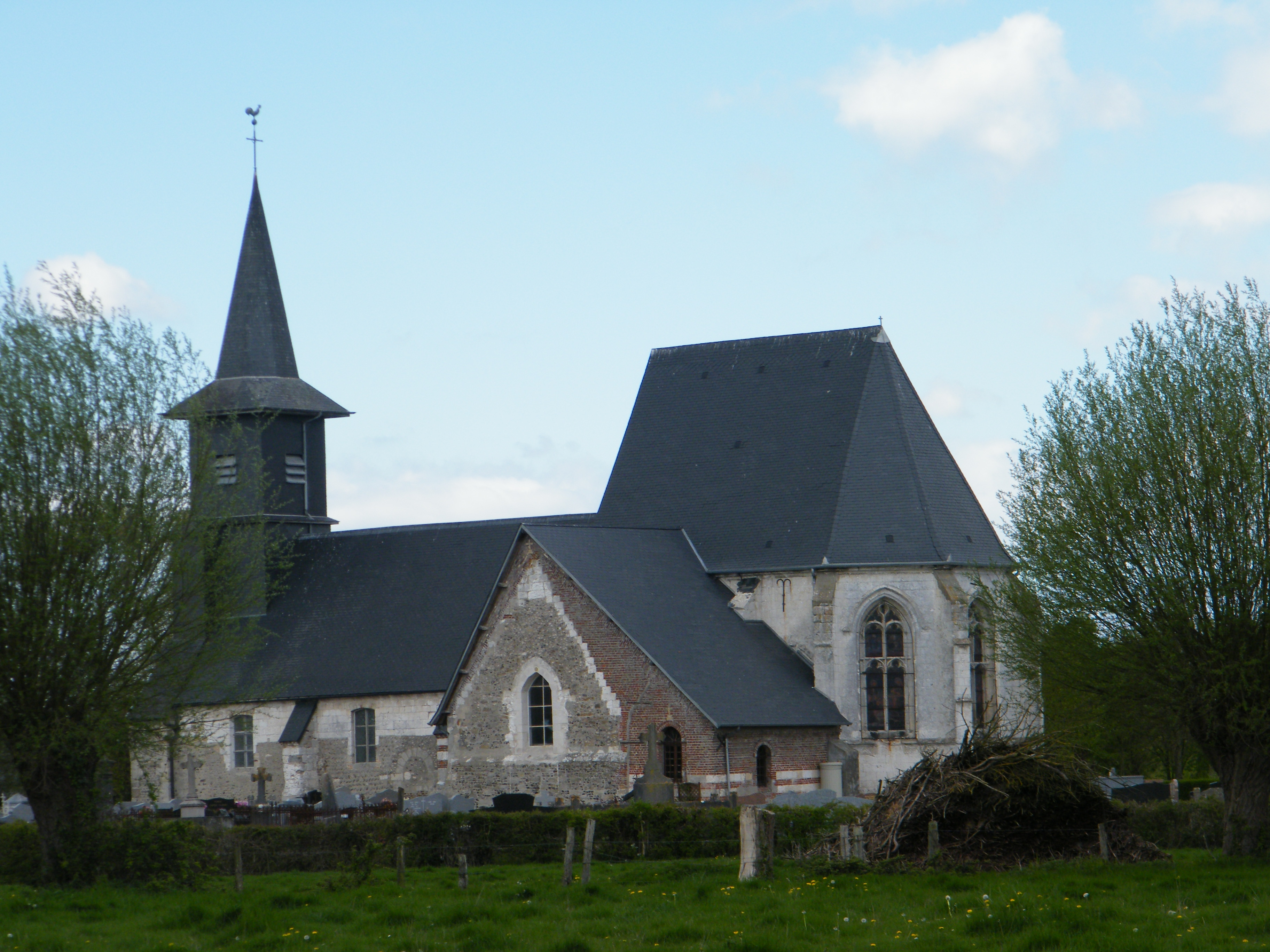
Côté sud de l'église.
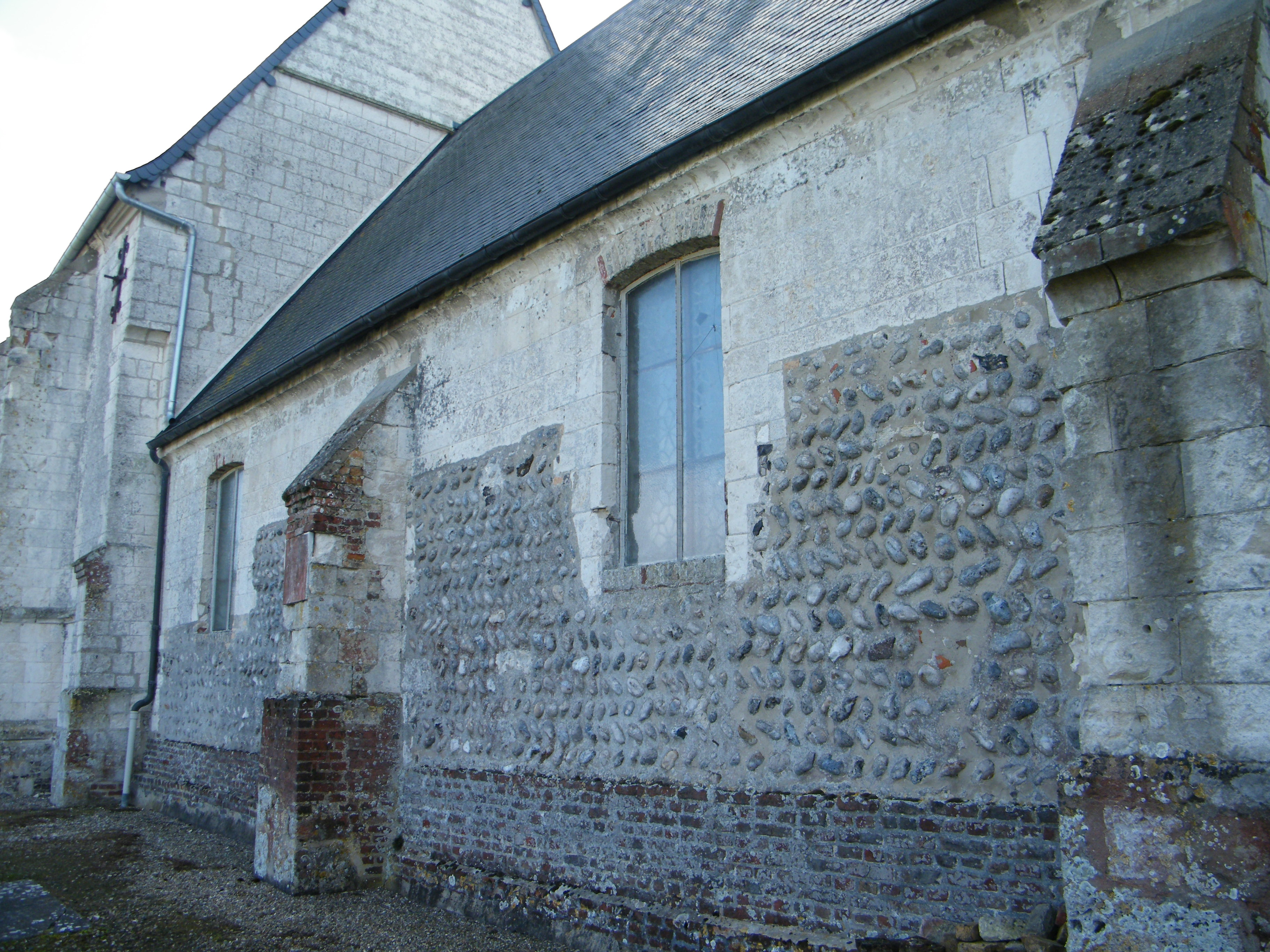
Appareillage de galets de silex en épi, mur nord.

### Personnalités liées à la commune

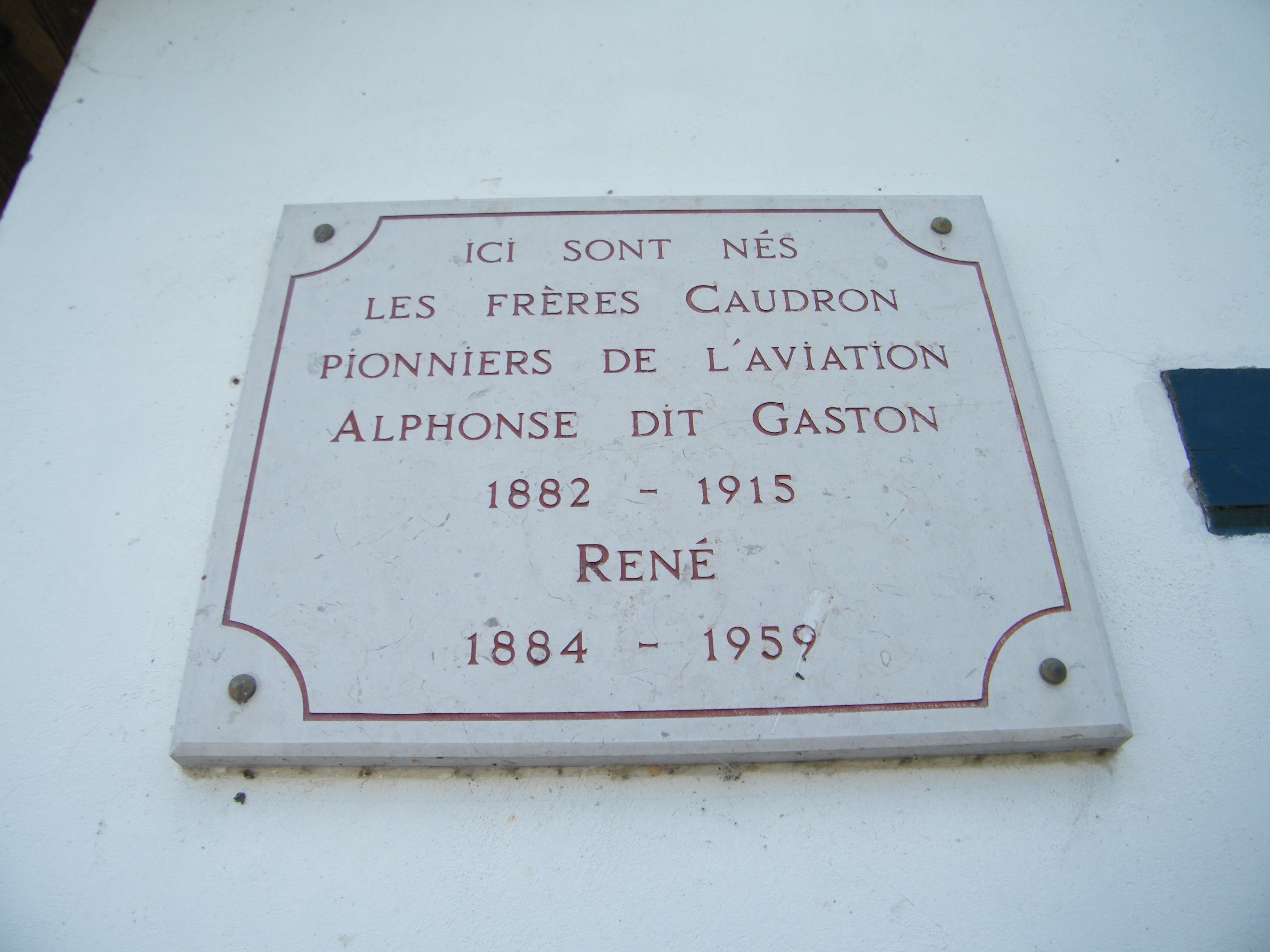
Sur le circuit dédié aux frères Caudron.

- Les pionniers de l'aviation, les frères Caudron, Gaston (18 janvier 1882 - 10 décembre 1915) et René (1er juillet 1884 - 27 septembre 1959) sont natifs de Favières.